# Niemcy na Zimowych Igrzyskach Olimpijskich 2002
Niemcy na Zimowych Igrzyskach Olimpijskich 2002  reprezentowało 157 zawodników w 14 dyscyplinach. 
Niemieccy sportowcy zdobyli 12 złotych medali i znaleźli się na drugim miejscu w klasyfikacji medalowej z rekordową liczbą, 36 medali wszystkich kruszców.

## Medaliści
| Medal | Zawodnicy                                                       | Dyscyplina            | Konkurencja                         |
| ----- | --------------------------------------------------------------- | --------------------- | ----------------------------------- |
|       | Kati Wilhelm                                                    | Biathlon              | 7,5 km kobiet                       |
|       | Andrea Henkel                                                   | Biathlon              | 15 km kobiet                        |
|       | Katrin Apel Uschi Disl Andrea Henkel Kati Wilhelm               | Biathlon              | sztafeta 4×7,5 km kobiet            |
|       | André Lange Enrico Kühn Kevin Kuske Carsten Embach              | Bobsleje              | czwórki mężczyzn                    |
|       | Christoph Langen Markus Zimmermann                              | Bobsleje              | dwójki mężczyzn                     |
|       | Manuela Henkel Viola Bauer Claudia Künzel Evi Sachenbacher      | Biegi narciarskie     | sztafeta 4×5 km kobiet              |
|       | Sylke Otto                                                      | Saneczkarstwo         | jedynki kobiet                      |
|       | Alexander Resch Patric Leitner                                  | Saneczkarstwo         | dwójki mężczyzn                     |
|       | Michael Uhrmann Stephan Hocke Sven Hannawald Martin Schmitt     | Skoki narciarskie     | zawody drużynowe mężczyzn (K-120)   |
|       | Anni Friesinger                                                 | Łyżwiarstwo szybkie   | 1500 m kobiet                       |
|       | Claudia Pechstein                                               | Łyżwiarstwo szybkie   | 3000 m kobiet                       |
|       | Claudia Pechstein                                               | Łyżwiarstwo szybkie   | 5000 m kobiet                       |
|       | Sven Fischer                                                    | Biathlon              | 10 km mężczyzn                      |
|       | Frank Luck                                                      | Biathlon              | 20 km mężczyzn                      |
|       | Kati Wilhelm                                                    | Biathlon              | bieg pościgowy na 10 km kobiet      |
|       | Uschi Disl                                                      | Biathlon              | 7,5 km kobiet                       |
|       | Sven Fischer Frank Luck Ricco Gross Peter Sendel                | Biathlon              | sztafeta 4×7,5 km mężczyzn          |
|       | Sandra Prokoff Ulrike Holzner                                   | Bobsleje              | dwójki kobiet                       |
|       | Peter Schlickenrieder                                           | Biegi narciarskie     | 1,5 km mężczyzn                     |
|       | Evi Sachenbacher                                                | Biegi narciarskie     | 1,5 km kobiet                       |
|       | Georg Hackl                                                     | Saneczkarstwo         | jedynki mężczyzn                    |
|       | Barbara Niedernhuber                                            | Saneczkarstwo         | jedynki kobiet                      |
|       | Ronny Ackermann                                                 | Kombinacja norweska   | sprint mężczyzn                     |
|       | Björn Kircheisen Georg Hettich Marcel Höhlig Ronny Ackermann    | Kombinacja norweska   | zawody drużynowe mężczyzn           |
|       | Sven Hannawald                                                  | Skoki narciarskie     | zawody indywidualne mężczyzn (K-90) |
|       | Monique Garbrecht-Enfeldt                                       | Łyżwiarstwo szybkie   | 500 m kobiet                        |
|       | Sabine Völker                                                   | Łyżwiarstwo szybkie   | 1000 m kobiet                       |
|       | Sabine Völker                                                   | Łyżwiarstwo szybkie   | 1500 m kobiet                       |
|       | Martina Ertl                                                    | Narciarstwo alpejskie | kombinacja kobiet                   |
|       | Ricco Gross                                                     | Biathlon              | bieg pościgowy na 12,5 km mężczyzn  |
|       | Susi Erdmann Nicole Herschmann                                  | Bobsleje              | dwójki kobiet                       |
|       | Tobias Angerer Jens Filbrich Andreas Schlütter Rene Sommerfeldt | Biegi narciarskie     | sztafeta 4×10 km mężczyzn           |
|       | Viola Bauer                                                     | Biegi narciarskie     | bieg pościgowy na 5 km kobiet       |
|       | Silke Kraushaar                                                 | Saneczkarstwo         | jedynki kobiet                      |
|       | Jens Boden                                                      | Łyżwiarstwo szybkie   | 5000 m mężczyzn                     |
|       | Sabine Völker                                                   | Łyżwiarstwo szybkie   | 500 m kobiet                        |

## Wyniki reprezentantów Niemiec

### Biathlon
Mężczyźni
- Sven Fischer

sprint - 
bieg pościgowy - 12. miejsce
bieg indywidualny - 29. miejsce
- Michael Greis

sprint - 15. miejsce
bieg pościgowy - 16. miejsce
- Ricco Groß

sprint - 4. miejsce
bieg pościgowy - 
bieg indywidualny - 4. miejsce
- Frank Luck

sprint - 29. miejsce
bieg pościgowy - 11. miejsce
bieg indywidualny - 
- Alexander Wolf

bieg indywidualny - 34. miejsce
- Ricco Groß
Peter Sendel
Sven Fischer
Frank Luck

sztafeta - 
Kobiety
- Katrin Apel

sprint - 12. miejsce
bieg pościgowy - 7. miejsce
bieg indywidualny - 18. miejsce
- Uschi Disl

sprint - 
bieg pościgowy - 9. miejsce
bieg indywidualny - 12. miejsce
- Martina Glagow

bieg indywidualny - 7. miejsce
- Andrea Henkel

sprint - 25. miejsce
bieg pościgowy - 13. miejsce
bieg indywidualny - 
- Kati Wilhelm

sprint - 
bieg pościgowy - 
- Katrin Apel
Uschi Disl
Andrea Henkel
Kati Wilhelm

sztafeta - 

### Biegi narciarskie
Mężczyźni
- Tobias Angerer

Sprint stylem dowolnym - 7. miejsce
15 km stylem klasycznym - 33. miejsce
Bieg łączony - 23. miejsce
- Jens Filbrich

15 km stylem klasycznym - 33. miejsce
50 km stylem klasycznym - 21. miejsce
- Peter Schlickenrieder

Sprint stylem dowolnym - 
15 km stylem klasycznym - 55. miejsce
- Andreas Schlütter

15 km stylem klasycznym - 15. miejsce
Bieg łączony - 17. miejsce
50 km stylem klasycznym - 4. miejsce
- René Sommerfeldt

Sprint stylem dowolnym - 19. miejsce
Bieg łączony - 10. miejsce
30 km stylem dowolnym - 16. miejsce
- Axel Teichmann

15 km stylem klasycznym - 14. miejsce
Bieg łączony - 38. miejsce
30 km stylem dowolnym - 19. miejsce
- Jens Filbrich
Andreas Schlütter
Tobias Angerer
René Sommerfeldt

sztafeta - 
Kobiety
- Viola Bauer

10 km stylem klasycznym - 10. miejsce
Bieg łączony - 
30 km stylem klasycznym - 6. miejsce
- Manuela Henkel

Sprint stylem dowolnym - 15. miejsce
10 km stylem klasycznym - 18. miejsce
Bieg łączony - 20. miejsce
30 km stylem klasycznym - DNF
- Claudia Künzel

Sprint stylem dowolnym - 4. miejsce
Bieg łączony - 55. miejsce
15 km stylem dowolnym - 26. miejsce
- Anke Reschwamm-Schulze

Sprint stylem dowolnym - 10. miejsce
15 km stylem dowolnym - 35. miejsce
- Evi Sachenbacher-Stehle

Sprint stylem dowolnym - 
Bieg łączony - 18. miejsce
15 km stylem dowolnym - 12. miejsce
- Manuela Henkel
Viola Bauer
Claudia Künzel
Evi Sachenbacher-Stehle

sztafeta - 

### Bobsleje
Mężczyźni
- Christoph Langen
Markus Zimmermann

Dwójki - 
- Franz Sagmeister
René Spies

Dwójki - 6. miejsce
- André Lange
Enrico Kühn
Kevin Kuske
Carsten Embach

Czwórki - 
- Christoph Langen
Markus Zimmermann
Franz Sagmeister
Stefan Barucha

Czwórki - DNF
Kobiety
- Sandra Prokoff-Kiriasis
Ulrike Holzner

Dwójki - 
- Susi Erdmann
Nicole Herschmann

Dwójki - 

### Curling
Mężczyźni
- Sebastian Stock, Daniel Herberg, Stephan Knoll, Markus Messenzehl, Patrick Hoffmann - 6. miejsce

Kobiety
- Karin Fischer, Sabine Belkofer, Heike Wieländer, Andrea Stock, Natalie Nessler - 5. miejsce

### Hokej na lodzie
Mężczyźni
- Tobias Abstreiter, Jan Benda, Christian Ehrhoff, Erich Goldmann, Jochen Hecht, Wayne Hynes, Klaus Kathan, Daniel Kreutzer, Christian Künast, Daniel Kunce, Andreas Loth, Mirko Lüdemann, Mark MacKay, Jörg Mayr, Andreas Morczinietz, Robert Müller, Martin Reichel, Andreas Renz, Jürgen Rumrich, Christoph Schubert, Dennis Seidenberg, Marc Seliger, Leonard Soccio, Marco Sturm, Stefan Ustorf - 5. miejsce

Kobiety
- Maritta Becker, Tina Evers, Steffi Frühwirt, Claudia Grundmann, Sandra Kinza, Sabrina Kruck, Michaela Lanzl, Nina Linde, Christina Oswald, Franziska Reindl, Nina Ritter, Sabine Rückauer, Anja Scheytt, Jana Schreckenbach, Esther Thyssen, Maren Valenti, Stephanie Wartosch-Kürten, Julia Wierscher, Raffi Wolf, Nina Ziegenhals - 6. miejsce

### Kombinacja norweska
Mężczyźni
- Ronny Ackermann

Sprint - 
Gundersen - 4. miejsce
- Jens Gaiser

Sprint - 19. miejsce
- Sebastian Haseney

Gundersen - 21. miejsce
- Georg Hettich

Gundersen - 34. miejsce
- Marcel Höhlig

Sprint - 25. miejsce
- Björn Kircheisen

Sprint - 9. miejsce
Gundersen - 5. miejsce
- Björn Kircheisen
Georg Hettich
Marcel Höhlig
Ronny Ackermann

sztafeta - 

### Łyżwiarstwo figurowe
Pary
- Mariana Kautz
Norman Jeschke

Pary sportowe - 14. miejsce
- Kati Winkler
René Lohse

Pary taneczne - 8. miejsce

### Łyżwiarstwo szybkie
Mężczyźni
- Christian Breuer

500 m - 26. miejsce
1000 m - 13. miejsce
1500 m - DNF
- Jens Boden

5000 m - 
10000 m - 5. miejsce
- Frank Dittrich

1500 m - 43. miejsce
5000 m - 9. miejsce
10000 m - 10. miejsce
- Jan Friesinger

500 m - DNF
1000 m - 34. miejsce
1500 m - 41. miejsce
- Michael Künzel

500 m - 19. miejsce
1000 m - 24. miejsce
- René Taubenrauch

5000 m - 32. miejsce
Kobiety
- Daniela Anschütz-Thoms

3000 m - 12. miejsce
5000 m - 12. miejsce
- Anni Friesinger-Postma

1000 m - 5. miejsce
1500 m - 
3000 m - 4. miejsce
5000 m - 6. miejsce
- Monique Garbrecht-Enfeldt

500 m - 
1000 m - 6. miejsce
- Claudia Pechstein

1500 m - 6. miejsce
3000 m - 
5000 m - 
- Sabine Völker

500 m - 
1000 m - 
1500 m - 
- Marion Wohlrab

500 m - 19. miejsce
1000 m - 21. miejsce
1500 m - 22. miejsce
- Jenny Wolf

500 m - 15. miejsce

### Narciarstwo alpejskie
Mężczyźni
- Markus Eberle

slalom - DNF
- Max Rauffer

zjazd - 34. miejsce
supergigant - 22. miejsce
Kobiety
- Monika Bergmann-Schmuderer

gigant - DNF
slalom - 6. miejsce
- Sibylle Brauner

zjazd - 26. miejsce
- Martina Ertl-Renz

supergigant - 11. miejsce
gigant - DNF
slalom - 5. miejsce
kombinacja - 
- Annemarie Gerg

gigant - 22. miejsce
slalom - DNF
- Hilde Gerg

zjazd - 4. miejsce
supergigant - 5. miejsce
kombinacja - DNF
- Petra Haltmayr

zjazd - DNF
supergigant - 23. miejsce
gigant - DNF
kombinacja - DNF
- Regina Häusl

zjazd - 10. miejsce
supergigant - DNF

### Saneczkarstwo
Mężczyźni
- Karsten Albert

jedynki - 6. miejsce
- Denis Geppert

jedynki - 7. miejsce
- Georg Hackl

jedynki - 
- Alexander Resch
Patric Leitner

dwójki - 
- Steffen Skel
Steffen Wöller

dwójki - 4. miejsce
Kobiety
- Silke Kraushaar

jedynki - 
- Babsi Niedernhuber

jedynki - 
- Sylke Otto

jedynki - 

### Short track
Mężczyźni
- André Hartwig

1500 m - 15. miejsce
- Arian Nachbar

500 m - 15. miejsce
1000 m - 23. miejsce
1500 m - 15. miejsce
Kobiety
- Yvonne Kunze

500 m - 14. miejsce
1000 m - 14. miejsce
1500 m - 22. miejsce
- Christin Priebst

1000 m - 16. miejsce
1500 m - 18. miejsce
- Susanne Rudolph

500 m - 17. miejsce
- Yvonne Kunze
Christin Priebst
Ulrike Lehmann
Aika Klein

sztafeta - 8. miejsce

### Skeleton
Mężczyźni
- Frank Kleber - 11. miejsce

- Willi Schneider - 9. miejsce

Kobiety
- Steffi Hanzlik - 7. miejsce

- Diana Sartor - 4. miejsce

### Skoki narciarskie
Mężczyźni
- Christof Duffner

Skocznia normalna - 17. miejsce
- Sven Hannawald

Skocznia normalna - 
Skocznia duża - 4. miejsce
- Stephan Hocke

Skocznia duża - 12. miejsce
- Martin Schmitt

Skocznia normalna - 7. miejsce
Skocznia duża - 10. miejsce
- Michael Uhrmann

Skocznia normalna - 8. miejsce
Skocznia duża - 16. miejsce
- Sven Hannawald
Stephan Hocke
Michael Uhrmann
Martin Schmitt

Drużynowo - 

### Snowboard
Mężczyźni
- Mathias Behounek

gigant równoległy - 16. miejsce
- Markus Ebner

gigant równoległy - 18. miejsce
- Xaver Hoffmann

halfpipe - 20. miejsce
- Jan Michaelis

halfpipe - 12. miejsce
- Daniel Tyrkas

halfpipe - 32. miejsce
Kobiety
- Katharina Himmler

gigant równoległy - 11. miejsce
- Heidi Renoth

gigant równoległy - 21. miejsce
- Nicola Thost

halfpipe - 11. miejsce
- Sabine Wehr-Hasler

halfpipe - 14. miejsce